# Чемпіонат Європи з футболу 1992 (кваліфікаційний раунд)
Кваліфікаційний турнір Чемпіонату Європи з футболу 1992 року відбувався протягом 1990 і 1991 років. Тридцять три команди-учасниці було розбито на сім груп: дві групи по чотири команди і п’ять груп по п’ять команд. В рамках групи кожна команда мала зіграти з кожною іншою два матчі: один на своєму полі, другий — на полі суперника. До фінального турніру потрапляли переможці кожної групи. Швеція потрапляла до фінальної частини змагання автоматично як господар чемпіонату.
Це був останній кваліфікаційний турнір чемпіонатів Європи, на якому за перемогу команда отримувала два очка. Починаючи з наступного відбірного циклу, за перемогу почали надавати три очка. Також це був останній чемпіонат Європи, в фінальній частині якого брали участь вісім команд; в наступному циклі кількість фіналістів була збільшена до шістнадцяти.

## Група 1
|                |   |   |   |   |    |    |    |
| Команда        | І | В | Н | П | МЗ | МП | О  |
| Франція        | 8 | 8 | 0 | 0 | 20 | 6  | 16 |
| Чехословаччина | 8 | 5 | 0 | 3 | 12 | 9  | 10 |
| Іспанія        | 7 | 3 | 0 | 4 | 17 | 12 | 6  |
| Ісландія       | 8 | 2 | 0 | 6 | 7  | 10 | 4  |
| Албанія        | 7 | 1 | 0 | 6 | 2  | 21 | 2  |
|                |   |   |   |   |    |    |    |

| Результати        |                  |                |           |                |
| Дата              | Місце проведення |                | Результат |                |
| 30 травня 1990    |                  | Ісландія       | 2:0       | Албанія        |
| 5 вересня 1990    |                  | Ісландія       | 1:2       | Франція        |
| 26 вересня 1990   |                  | Чехословаччина | 1:0       | Ісландія       |
| 10 жовтня 1990    |                  | Іспанія        | 2:1       | Ісландія       |
| 13 жовтня 1990    |                  | Франція        | 2:1       | Чехословаччина |
| 14 листопада 1990 |                  | Чехословаччина | 3:2       | Іспанія        |
| 17 листопада 1990 |                  | Албанія        | 0:1       | Франція        |
| 19 грудня 1990    |                  | Іспанія        | 9:0       | Албанія        |
| 20 лютого 1991    |                  | Франція        | 3:1       | Іспанія        |
| 30 березня 1991   |                  | Франція        | 5:0       | Албанія        |
| 1 травня 1991     |                  | Албанія        | 0:2       | Чехословаччина |
| 26 травня 1991    |                  | Албанія        | 1:0       | Ісландія       |
| 5 червня 1991     |                  | Ісландія       | 0:1       | Чехословаччина |
| 4 вересня 1991    |                  | Чехословаччина | 1:2       | Франція        |
| 25 вересня 1991   |                  | Ісландія       | 2:0       | Іспанія        |
| 12 жовтня 1991    |                  | Іспанія        | 1:2       | Франція        |
| 16 жовтня 1991    |                  | Чехословаччина | 2:1       | Албанія        |
| 13 листопада 1991 |                  | Іспанія        | 2:1       | Чехословаччина |
| 20 листопада 1991 |                  | Франція        | 3:1       | Ісландія       |
| 18 грудня 1991    |                  | Албанія        | не грали  | Іспанія        |
|                   |                  |                |           |                |

## Група 2
|            |   |   |   |   |    |    |    |
| Команда    | І | В | Н | П | МЗ | МП | О  |
| Шотландія  | 8 | 4 | 3 | 1 | 14 | 7  | 11 |
| Швейцарія  | 8 | 4 | 2 | 2 | 19 | 7  | 10 |
| Румунія    | 8 | 4 | 2 | 2 | 13 | 7  | 10 |
| Болгарія   | 8 | 3 | 3 | 2 | 15 | 8  | 9  |
| Сан-Марино | 8 | 0 | 0 | 8 | 1  | 33 | 0  |
|            |   |   |   |   |    |    |    |

| Результати        |                  |            |           |            |
| Дата              | Місце проведення |            | Результат |            |
| 12 вересня 1990   |                  | Швейцарія  | 2:0       | Болгарія   |
| 12 вересня 1990   |                  | Шотландія  | 2:1       | Румунія    |
| 17 жовтня 1990    |                  | Румунія    | 0:3       | Болгарія   |
| 17 жовтня 1990    |                  | Шотландія  | 2:1       | Швейцарія  |
| 14 листопада 1990 |                  | Болгарія   | 1:1       | Шотландія  |
| 14 листопада 1990 |                  | Сан-Марино | 0:4       | Швейцарія  |
| 5 грудня 1990     |                  | Румунія    | 6:0       | Сан-Марино |
| 27 березня 1991   |                  | Шотландія  | 1:1       | Болгарія   |
| 27 березня 1991   |                  | Сан-Марино | 1:3       | Румунія    |
| 3 квітня 1991     |                  | Швейцарія  | 0:0       | Румунія    |
| 1 травня 1991     |                  | Болгарія   | 2:3       | Швейцарія  |
| 1 травня 1991     |                  | Сан-Марино | 0:2       | Шотландія  |
| 22 травня 1991    |                  | Сан-Марино | 0:3       | Болгарія   |
| 5 червня 1991     |                  | Швейцарія  | 7:0       | Сан-Марино |
| 11 вересня 1991   |                  | Швейцарія  | 2:2       | Шотландія  |
| 16 жовтня 1991    |                  | Болгарія   | 4:0       | Сан-Марино |
| 16 жовтня 1991    |                  | Румунія    | 1:0       | Шотландія  |
| 13 листопада 1991 |                  | Румунія    | 1:0       | Швейцарія  |
| 13 листопада 1991 |                  | Шотландія  | 4:0       | Сан-Марино |
| 20 листопада 1991 |                  | Болгарія   | 1:1       | Румунія    |
|                   |                  |            |           |            |

## Група 3
|          |   |   |   |   |    |    |    |
| Команда  | І | В | Н | П | МЗ | МП | О  |
| СРСР     | 8 | 5 | 3 | 0 | 13 | 2  | 13 |
| Італія   | 8 | 3 | 4 | 1 | 12 | 5  | 10 |
| Норвегія | 8 | 3 | 3 | 2 | 9  | 5  | 9  |
| Угорщина | 8 | 2 | 4 | 2 | 10 | 9  | 8  |
| Кіпр     | 8 | 0 | 0 | 8 | 2  | 25 | 0  |
|          |   |   |   |   |    |    |    |

| Результати        |                  |          |           |          |
| Дата              | Місце проведення |          | Результат |          |
| 12 вересня 1990   |                  | СРСР     | 2:0       | Норвегія |
| 10 жовтня 1990    |                  | Норвегія | 0:0       | Угорщина |
| 17 жовтня 1990    |                  | Угорщина | 1:1       | Італія   |
| 31 жовтня 1990    |                  | Угорщина | 4:2       | Кіпр     |
| 3 листопада 1990  |                  | Італія   | 0:0       | СРСР     |
| 14 листопада 1990 |                  | Кіпр     | 0:3       | Норвегія |
| 22 грудня 1990    |                  | Кіпр     | 0:4       | Італія   |
| 3 квітня 1991     |                  | Кіпр     | 0:2       | Угорщина |
| 17 квітня 1991    |                  | Угорщина | 0:1       | СРСР     |
| 1 травня 1991     |                  | Італія   | 3:1       | Угорщина |
| 1 травня 1991     |                  | Норвегія | 3:0       | Кіпр     |
| 29 травня 1991    |                  | СРСР     | 4:0       | Кіпр     |
| 5 червня 1991     |                  | Норвегія | 2:1       | Італія   |
| 28 серпня 1991    |                  | Норвегія | 0:1       | СРСР     |
| 25 вересня 1991   |                  | СРСР     | 2:2       | Угорщина |
| 12 жовтня 1991    |                  | СРСР     | 0:0       | Італія   |
| 30 жовтня 1991    |                  | Угорщина | 0:0       | Норвегія |
| 13 листопада 1991 |                  | Італія   | 1:1       | Норвегія |
| 13 листопада 1991 |                  | Кіпр     | 0:3       | СРСР     |
| 21 грудня 1991    |                  | Італія   | 2:0       | Кіпр     |
|                   |                  |          |           |          |

## Група 4
|                   |   |   |   |   |    |    |    |
| Команда           | І | В | Н | П | МЗ | МП | О  |
| Югославія *       | 8 | 7 | 0 | 1 | 24 | 4  | 14 |
| Данія             | 8 | 6 | 1 | 1 | 18 | 7  | 13 |
| Північна Ірландія | 8 | 2 | 3 | 3 | 11 | 11 | 7  |
| Австрія           | 8 | 1 | 1 | 6 | 6  | 14 | 3  |
| Фарерські острови | 8 | 1 | 1 | 6 | 3  | 26 | 3  |
|                   |   |   |   |   |    |    |    |

* — Югославія посіла перше місце в цієї групі, однак невдовзі після початку громадянської війни в Югославії в рамках прийнятих проти неї міжнародних санкцій їй було відмовлено в участі в чемпіонаті Європи. Замість Югославії в змаганнях взяла участь збірна Данії, що посіла в групі друге місце. Саме Данія стала переможцем цього турніру.
| Результати        |                  |                   |           |                   |
| Дата              | Місце проведення |                   | Результат |                   |
| 12 вересня 1990   |                  | Північна Ірландія | 0:2       | Югославія         |
| 12 вересня 1990   |                  | Фарерські острови | 1:0       | Австрія           |
| 10 жовтня 1990    |                  | Данія             | 4:1       | Фарерські острови |
| 17 жовтня 1990    |                  | Північна Ірландія | 1:1       | Данія             |
| 31 жовтня 1990    |                  | Югославія         | 4:1       | Австрія           |
| 14 листопада 1990 |                  | Данія             | 0:2       | Югославія         |
| 14 листопада 1990 |                  | Австрія           | 0:0       | Північна Ірландія |
| 27 березня 1991   |                  | Югославія         | 4:1       | Північна Ірландія |
| 1 травня 1991     |                  | Югославія         | 1:2       | Данія             |
| 1 травня 1991     |                  | Північна Ірландія | 1:1       | Фарерські острови |
| 16 травня 1991    |                  | Югославія         | 7:0       | Фарерські острови |
| 22 травня 1991    |                  | Австрія           | 3:0       | Фарерські острови |
| 5 червня 1991     |                  | Данія             | 2:1       | Австрія           |
| 11 вересня 1991   |                  | Фарерські острови | 0:5       | Північна Ірландія |
| 25 вересня 1991   |                  | Фарерські острови | 0:4       | Данія             |
| 9 жовтня 1991     |                  | Австрія           | 0:3       | Данія             |
| 16 жовтня 1991    |                  | Фарерські острови | 0:2       | Югославія         |
| 16 жовтня 1991    |                  | Північна Ірландія | 2:1       | Австрія           |
| 13 листопада 1991 |                  | Данія             | 2:1       | Північна Ірландія |
| 13 листопада 1991 |                  | Австрія           | 0:2       | Югославія         |
|                   |                  |                   |           |                   |

## Група 5
|            |   |   |   |   |    |    |    |
| Команда    | І | В | Н | П | МЗ | МП | О  |
| Німеччина  | 6 | 5 | 0 | 1 | 13 | 4  | 10 |
| Уельс      | 6 | 4 | 1 | 1 | 8  | 6  | 9  |
| Бельгія    | 6 | 2 | 1 | 3 | 7  | 6  | 5  |
| Люксембург | 6 | 0 | 0 | 6 | 2  | 14 | 0  |
|            |   |   |   |   |    |    |    |

Згідно з жеребкуванням кваліфікаційного турніру до цієї групи потрапила також команда НДР. Після політичного об’єднання Німеччини, яке відбулося в жовтні 1990 року, результати матчів, зіграних командою НДР, були вилучені з групового заліку.
| Результати        |                  |            |           |            |
| Дата              | Місце проведення |            | Результат |            |
| 17 жовтня 1990    |                  | Уельс      | 3:1       | Бельгія    |
| 31 жовтня 1990    |                  | Люксембург | 2:3       | Німеччина  |
| 14 листопада 1990 |                  | Люксембург | 0:1       | Уельс      |
| 27 лютого 1990    |                  | Бельгія    | 3:0       | Люксембург |
| 27 березня 1991   |                  | Бельгія    | 1:1       | Уельс      |
| 1 травня 1991     |                  | Німеччина  | 1:0       | Бельгія    |
| 5 червня 1991     |                  | Уельс      | 1:0       | Німеччина  |
| 11 вересня 1991   |                  | Люксембург | 0:2       | Бельгія    |
| 16 жовтня 1991    |                  | Німеччина  | 4:1       | Уельс      |
| 13 листопада 1991 |                  | Уельс      | 1:0       | Люксембург |
| 20 листопада 1991 |                  | Бельгія    | 0:1       | Німеччина  |
| 17 грудня 1991    |                  | Німеччина  | 4:0       | Люксембург |
|                   |                  |            |           |            |

## Група 6
|            |   |   |   |   |    |    |    |
| Команда    | І | В | Н | П | МЗ | МП | О  |
| Нідерланди | 8 | 6 | 1 | 1 | 17 | 2  | 13 |
| Португалія | 8 | 5 | 1 | 2 | 11 | 4  | 11 |
| Греція     | 8 | 3 | 2 | 3 | 11 | 9  | 8  |
| Фінляндія  | 8 | 1 | 4 | 3 | 5  | 8  | 6  |
| Мальта     | 8 | 0 | 2 | 6 | 2  | 23 | 2  |
|            |   |   |   |   |    |    |    |

| Результати        |                  |            |           |            |
| Дата              | Місце проведення |            | Результат |            |
| 12 вересня 1990   |                  | Фінляндія  | 0:0       | Португалія |
| 17 жовтня 1990    |                  | Португалія | 1:0       | Нідерланди |
| 31 жовтня 1990    |                  | Греція     | 4:0       | Мальта     |
| 21 листопада 1990 |                  | Нідерланди | 2:0       | Греція     |
| 25 листопада 1990 |                  | Мальта     | 1:1       | Фінляндія  |
| 19 грудня 1990    |                  | Мальта     | 0:8       | Нідерланди |
| 23 січня 1991     |                  | Греція     | 3:2       | Португалія |
| 9 лютого 1991     |                  | Мальта     | 0:1       | Португалія |
| 20 лютого 1991    |                  | Португалія | 5:0       | Мальта     |
| 13 березня 1991   |                  | Нідерланди | 1:0       | Мальта     |
| 17 квітня 1991    |                  | Нідерланди | 2:0       | Фінляндія  |
| 16 травня 1991    |                  | Фінляндія  | 2:0       | Мальта     |
| 5 червня 1991     |                  | Фінляндія  | 1:1       | Нідерланди |
| 11 вересня 1991   |                  | Португалія | 1:0       | Фінляндія  |
| 9 жовтня 1991     |                  | Фінляндія  | 1:1       | Греція     |
| 16 жовтня 1991    |                  | Нідерланди | 1:0       | Португалія |
| 30 жовтня 1991    |                  | Греція     | 2:0       | Фінляндія  |
| 20 листопада 1991 |                  | Португалія | 1:0       | Греція     |
| 4 грудня 1991     |                  | Греція     | 0:2       | Нідерланди |
| 22 грудня 1991    |                  | Мальта     | 1:1       | Греція     |
|                   |                  |            |           |            |

## Група 7
|           |   |   |   |   |    |    |   |
| Команда   | І | В | Н | П | МЗ | МП | О |
| Англія    | 6 | 3 | 3 | 0 | 7  | 3  | 9 |
| Ірландія  | 6 | 2 | 4 | 0 | 13 | 6  | 8 |
| Польща    | 6 | 2 | 3 | 1 | 8  | 6  | 7 |
| Туреччина | 6 | 0 | 0 | 6 | 1  | 14 | 0 |
|           |   |   |   |   |    |    |   |

| Результати        |                  |           |           |           |
| Дата              | Місце проведення |           | Результат |           |
| 17 жовтня 1990    |                  | Англія    | 2:0       | Польща    |
| 17 жовтня 1990    |                  | Ірландія  | 5:0       | Туреччина |
| 14 листопада 1990 |                  | Ірландія  | 1:1       | Англія    |
| 14 листопада 1990 |                  | Туреччина | 0:1       | Польща    |
| 27 березня 1991   |                  | Англія    | 1:1       | Ірландія  |
| 17 квітня 1991    |                  | Польща    | 3:0       | Туреччина |
| 1 травня 1991     |                  | Ірландія  | 0:0       | Польща    |
| 1 травня 1991     |                  | Туреччина | 0:1       | Англія    |
| 16 жовтня 1991    |                  | Польща    | 3:3       | Ірландія  |
| 16 жовтня 1991    |                  | Англія    | 1:0       | Туреччина |
| 13 листопада 1991 |                  | Туреччина | 1:3       | Ірландія  |
| 13 листопада 1991 |                  | Польща    | 1:1       | Англія    |
|                   |                  |           |           |           |

## Фіналісти
До фінального турніру Чемпіонату Європи з футболу 1992 року потрапили такі команди:
1. Англія — переможець групи 7.
2. Данія — друге місце в групі 4, взамін Югославії, вилученої з турніру внаслідок міжнародних санкцій.
3. Нідерланди — переможець групи 6.
4. Німеччина — переможець групи 5.
5. СРСР — переможець групи 3.
6. Франція — переможець групи 1.
7. Швеція — господар турніру.
8. Шотландія — переможець групи 2.